# Castulo rubricosta
Castulo rubricosta là một loài bướm đêm thuộc phân họ Arctiinae, họ Erebidae.